# Sobór Świętych Apostołów Piotra i Pawła w Wołkowysku
Sobór Świętych Apostołów Piotra i Pawła – sobór konkatedralny położony w centrum Wołkowyska na Białorusi, w dekanacie wołkowyskim eparchii grodzieńskiej i wołkowyskiej Egzarchatu Białoruskiego Patriarchatu Moskiewskiego. Zbudowany na początku XXI wieku.

## Architektura

### Wygląd zewnętrzny
- Sobór został zbudowany z cegły koloru brązowego w stylu neoruskim, orientowany, na planie kwadratu.
- Świątynię postawiono na wysokim fundamencie, do głównego wejścia prowadzą wysokie schody. Pomiędzy dwiema częściami fasady stoją płoty.
- Cerkiew posiada wiele rzeźbień w postaciach łuków (kokoszników) z każdej strony cerkwi. Nad częścią nawową jest jedna cebulasta, złocona kopuła zwieńczona krzyżem. Obiekt liczy ok. 20 okien, po 3 z każdej strony cerkwi i jakieś 6 na okrągłej kopule. Dach na pewno nie jest wykonany z blachy, jednospadowy od strony kopuły. Absyda ma 2 części, dolną i górną, a na każdej części jest dach jednospadowy.

### Wnętrze
- W cerkwi stoi drewniany, złocony, 3-rzędowy ikonostas.
- Kopułę podtrzymują 4 kolumny połączone ze sobą arkadami.
- Świątynia nie posiada cudownych wizerunków, relikwiarzy ani fresków ściennych, lecz ma kioty, ikony na analogionach i inne wyposażenia cerkwi.